# ملعب نويفا كوندومينا
ملعب نويفا كوندومينا هو معلب نادي ريال مورسيا، بمدينة مورسيا بإسبانيا، يعتبر من بين الملاعب الحاصلة على النجمة الرابعة بترتيبي كل من الفيفا والويفا، هو ملعب متعدد الاستعمالات، لكنه يستعمل غالباً بكرة القدم، افتتح 11 أكتوبر سنة 2006، ليخلف ملعب نادي سرقسطة القديم الذي يحمل كان نفس اسم الملعب الحالي " كوندومينا "، أول مباراة لعبت بهذا الملعب كانت مباراة ودية بمناسبة افتتاحه جمعت بين منتخبي إسبانيا والأرجنتين، سعة الملعب تقدر بـ 31,179 شخص.أول مباراة خاضها ريال مورسيا على ملعبه الجديد كانت يوم 26 نوفمبر سنة 2006 ضد فريق بلد الوليد بدوري الدرجة الثانية الإسباني، 
سيشهد هذا الملعب توسيعات وتطويرات عدة، فالملعب لحد الآن ما زال غير مؤهل أوروبيا لكي يستقبل المباريات الكبيرة، بسبب صغر مساحته وقدرته الاستعابية، لهذا سيكون هناك أشغال تحضرية لتوسيع الملعب وزيادة الأسواق المرافقة له، تحضرياً لترشح إسبانيا لإستضافة مونديال 2022.